# Kościół Miłosierdzia Bożego w Skierniewicach
Kościół Miłosierdzia Bożego w Skierniewicach – rzymskokatolicki kościół parafialny należący do parafii pod tym samym wezwaniem (dekanat Skierniewice – Najświętszego Serca Pana Jezusa diecezji łowickiej). Znajduje się w skierniewickiej dzielnicy Zadębie.
Biskup łowicki Alojzy Orszulik, w trosce o dobro wiernych, zdecydował o budowie nowej świątyni w dzielnicy Zadębie i w dniu 13 maja 1999 roku poświęcił plac pod budowę świątyni. Ówczesny proboszcz parafii św. Stanisława, ksiądz Franciszek Gutowski, przygotował plac do poświęcenia, postawił krzyż, zadbał o zagospodarowanie terenu i ogrodził go. W 2000 roku, pod koniec maja, rozpoczęły się prace przy wznoszeniu świątyni. 31 maja 2001 roku biskup łowicki wmurował kamień węgielny, poświęcony przez św. Jana Pawła II, natomiast 18 maja 2002 roku erygował przy budującej się świątyni parafię pod wezwaniem Miłosierdzia Bożego, ustanawiając jej pierwszym proboszczem księdza Jana Rawę. Od tego momentu prace nabrały tempa. Już w marcu 2003 roku została odprawiona pierwsza msza święta w murach budowanego kościoła. 
Wykończona świątynia nie była jeszcze konsekrowana. Ciekawa jest oryginalna koncepcja wystroju świątyni, nawiązująca do słów św. Jana Pawła II, że „Kościół dzisiaj musi oddychać dwoma płucami – Wschodu i Zachodu”. W prezbiterium jest umieszczona ikona krzyża, nawiązująca do krzyża z kościoła św. Damiana, ale ze zmienionymi scenami bocznymi, które przedstawiają sześć scen Chrystofanii oraz ikonę Maryi i św. Jana Chrzciciela. W stallach znajdują się ikony Abrahama, Dwunastu Apostołów i św. Pawła. W prawej nawie bocznej jest umieszczony tryptyk, który przedstawia encyklikę św. Jana Pawła II o Eucharystii, z centralną ikoną Jezusa Miłosiernego i znajdującym się poniżej tabernakulum. W lewej nawie bocznej jest umieszczony tryptyk przedstawiający życie Maryi, nawiązujący natomiast do encykliki św. Jana Pawła II o Matce Bożej, z centralną ikoną Matki Bożej opieki. W nawach bocznych znajdują się ikony Drogi Krzyżowej. Do medytacji czternastu tradycyjnych stacji Drogi Krzyżowej zaprasza ikona ukazująca modlitwę Pana Jezusa w ogrójcu, natomiast cykl zamyka ikona Jezusa Zmartwychwstałego. Wszystkie ikony wykonał Tomasz Mill z Marek.
W oknach jest umieszczonych 25 tradycyjnych witraży: dwa witraże przedstawiające symbole eucharystyczne w prezbiterium oraz witraż św. Grzegorza Wielkiego umieszczony na chórze, oprócz tego witraże przedstawiające św. S. Faustynę Kowalską, św. Jana Pawła II oraz 20 witraży ukazujących poszczególne tajemnice Różańca świętego. Autorem witraży jest Piotr Tchir z Przemyśla. W kościele znajduje się również nawiązująca do całości wystroju chrzcielnica i organy elektroniczne z prospektem organowym. Świątynia posiada także relikwie św. Faustyny oraz bł. Honorata Koźmińskiego.